# Яковково (Вологодская область)
Яковково — деревня в Сокольском районе Вологодской области.
Входит в состав Чучковского сельского поселения, с точки зрения административно-территориального деления — в Чучковский сельсовет. Расположена к югу от автодороги А123.
Расстояние по автодороге до районного центра Сокола — 83 км, до центра муниципального образования Чучкова — 11 км. Ближайшие населённые пункты — Боярское, Прудовка, Агафоново, Кувшиново, Третьяково, Овсянниково, Притыкино, Ершово.
По данным переписи в 2002 году постоянного населения не было.